# Нмдни
«Нмдни» (стилизованно: #НМДНИ) — документальное интернет-шоу Леонида Парфёнова, выходящее на YouTube-канале «Parfenon» с 2019 года. Шоу является идейным продолжением цикла «Намедни. Наша эра».

## Описание
Структура шоу «Нмдни» во многом повторяет формат документального цикла «Намедни. Наша эра», выходившего на телеканале «НТВ» с 1997 по 2003 год: в сюжетах о годах XX и XXI веков (с 1961 по 2003 год) ведущий Леонид Парфёнов рассказывает о важных событиях прошедших лет. В передаче поднимаются темы политики, культуры, технологий и другие. Отличием нового формата «Намедни» от старого стали приглашённые герои сюжетов, музыкальные вставки с именитыми артистами и так называемые «постскриптумы» — прямые трансляции, в которых Леонид Парфёнов общается со зрителями и показывает им фрагменты, не вошедшие в шоу. Также «Нмдни» имеет музыкальный спецвыпуск, посвящённый песням 1920-х годов, в котором их исполняют известные артисты.

### Гости шоу
В каждом выпуске «Нмдни» присутствуют гости, прямо или косвенно связанные с темой одного из сюжетов. Также в сюжетах шоу могут присутствовать комментарии таких людей, специально записанные для «Нмдни». Среди приглашённых персон или давших комментарий числятся:
- Дмитрий Быков (выпуск 2011);
- Вася Обломов (выпуск 2011);
- «Бурановские бабушки» (выпуск 2012);
- Кирилл Серебренников (выпуск 2012);
- Елизавета Иванцив (Ёлка) (выпуск 2012);
- Данила Козловский (выпуск 2013);
- Валентина Бирюкова (выпуск 2013);
- Андрей Звягинцев (выпуск 2014);
- IOWA (выпуск 2014);
- Галина Тимченко (выпуск 2014);
- Данила Поперечный (выпуск 2015);
- Артём Лоскутов (выпуск 2015);
- Oxxxymiron (выпуск 2015);
- Сергей Бурунов (выпуск 2016);
- Семён Слепаков (выпуски 2016, 2020-1);
- Сергей Шнуров и «Ленинград» (выпуски 2016, 2018);
- Алексей Учитель (выпуск 2017);
- Юрий Дудь (выпуск 2017);
- Настя Ивлеева (выпуск 2018);
- Монеточка (выпуск 2018);
- Антон Лапенко (выпуск 2019);
- Иван Голунов (выпуск 2019);
- Noize MC (выпуск 2019);
- Николай Картозия (выпуск 2019);
- «Сплин» (выпуск 2020-1);
- «Каста» (выпуск 2020-2);
- Даня Милохин (выпуск 2020-2);
- Николай Басков (выпуск 2020-2);
- «Ногу свело!» (выпуск 2020-2);
- «Team Spirit» (выпуск 2021);
- Владимир Мункуев (выпуск 2021);
- Дмитрий Крымов (выпуск 2021);
- Клим Шипенко (выпуск 2021);
- Юлия Пересильд (выпуск 2021);
- Ирина Мягкова (выпуск 2021);
- Дмитрий Муратов (выпуск 2021);
- Эльдар Джарахов (выпуск 2021);
- Markul (выпуск 2021);

## История
В начале 2019 года стало известно, что Леонид Парфёнов возобновит проект «Намедни. Наша эра». Выпуски публиковались на его YouTube-канале «Parfenon» раз в две недели. Первые серии, охватывавшие 1946—1951 годы, выходили с 18 марта по 3 июня 2019 года. Он основан на «нулевом» томе книжной серии «Намедни».
30 сентября 2019 года на видеохостинге Яндекс.Эфир начали выходить серии, посвящённые 1952—1960 годам. Выпуски стали еженедельными, при этом на YouTube они публиковались с недельной задержкой. После возражений телеканала «НТВ», которому принадлежат права на бренд, из названия проекта было убрано слово «Намедни»; цикл стал называться «1952—1960 с Леонидом Парфёновым». Ранее в апреле телеканал заявил о намерении запустить документальный онлайн-сериал «Намедни», но этого так и не произошло. В ответ Парфёновым в Роспатент была подана заявка на регистрацию бренда «Намедни с Леонидом Парфёновым». 21 октября 2019 года заявителю направлено уведомление о результатах проверки соответствия заявленного обозначения требованиям законодательства, а 31 июля 2020 года в регистрации окончательно отказано.
16 марта 2020 года уже только на YouTube-канале Парфёнова вышел первый выпуск цикла, посвящённого 2004—2010 годам. Как и в предыдущих сезонах, события были подобраны на основе книжной серии Леонида Парфёнова. Постскриптум с дополнительными сюжетами был представлен во время стрима Леонида Парфёнова на его YouTube-канале «Парфенон» после показа основных серий.
На 26 октября 2020 года автором было анонсировано начало показа серий о 2011—2015 годах. Начиная с выпуска, посвящённому итогам 2011 года, выпуски начали выходить под названием «#НМДНИ». Они были созданы по оригинальному сценарию вместо готовых книг Леонида Парфёнова. В новом сезоне вновь используются комментарии известных людей, самих ставших явлениями того или иного года. Также в новом сезоне появились концертные номера — артисты исполняют песни, ставшие феноменами в рассматриваемом году.
Выход серий, посвящённых периоду с 2016 по 2020 годы, стартовал 15 марта 2021 года. Серия про 2020 год стала первой серией, вышедшей в двух частях. 14 июня того же года Парфёнов объявил о том, что 21 июня выйдет серия про 1921 год.
После перерыва, связанного с поиском необходимой хроники, а также положительных оценок зрителей, с 18 октября 2021 года начали выходить серии, посвящённые 1922—1930 годам. Периодичность их публикации на YouTube-канале осталась прежней. В новый сезон были добавлены прочтения отрывков из художественных произведений рассматриваемого года в исполнении молодых актёров. Также было решено вернуться к практике ежегодных выпусков, посвящённых итогам уходящего года, по принципу выпусков на НТВ в 2000—2003 годах: 28 декабря состоялась премьера выпуска, посвящённого 2021 году. 17 января 2022 года был выпущен ролик, целиком состоявший из исполнений песен 1920-х годов современными певцами и музыкальными коллективами (показаны как уже готовые номера из предыдущих выпусков, так и специально записанные для ролика).
6 декабря 2022 года Леонид Парфёнов объявил о старте съёмок серий, посвящённых 1930-м годам. Также анонсирован выпуск, посвящённый 2022 году. Съёмки новых серий проходят в Тбилиси, в заново выстроенной декорации студии.

## Производство
По словам генерального продюсера шоу Ильи Овчаренко, один выпуск «Нмдни», посвящённый конкретному году, снимается за неделю. Над каждым выпуском трудится команда из 50 человек. В среднем, цена одного выпуска «Нмдни» составляет около 3 миллионов рублей.

## Мнения
По мнению обозревателя «Новой газеты» Славы Тарощиной, в выпуске «Нмдни» о песнях 1920-х годов, перестав сосредотачиваться на изысканности стиля, а просто лично подключившись к происходящему, Леонид Парфёнов сумел сделать ушедшее время «живым и осязаемым». Слава подчеркнула: «Автор нашёл тот единственный точный звук, который делает дальнее ближним».

## Награды
В 2021 году шоу «#НМДНИ» было выдвинуто в качестве кандидата на IV Национальную премию в области веб-индустрии в номинации «Познавательный онлайн-проект года». В итоге лучшим познавательным проектом был признан канал Алексея Пивоварова «Редакция».

## Список выпусков
| Сезон | Название                        | Количество эпизодов                                            | Даты выхода                     |
| ----- | ------------------------------- | -------------------------------------------------------------- | ------------------------------- |
| -     | Намедни. Наша эра 1946—1951     | 6 эпизодов                                                     | 18 марта — 3 июня 2019          |
| -     | 1952—1960 с Леонидом Парфёновым | 9 эпизодов                                                     | 7 октября — 2 декабря 2019      |
| -     | 2004—2010 с Леонидом Парфёновым | 7 эпизодов + 1 постскриптум                                    | 16 марта — 29 июня 2020         |
| 1     | НМДНИ 2011—2015                 | 5 эпизодов + 1 постскриптум                                    | 26 октября 2020 — 1 марта 2021  |
| 2     | НМДНИ 2016—2020                 | 6 эпизодов + 1 постскриптум + выпуск «НМДНИ-1921»              | 15 марта — 28 июня 2021         |
| 3     | НМДНИ 1922—1930                 | 9 эпизодов + выпуск «НМДНИ-2021» + выпуск «НМДНИ песни 1920-х» | 18 октября 2021 — 28 марта 2022 |
| 4     | НМДНИ 1931—1940                 | 10 эпизодов + выпуск «НМДНИ-2022» + выпуск «НМДНИ-2023»        | 26 декабря 2022 — 27 мая 2024   |
| 5     | НМДНИ 1961— 1970                | 5 эпизодов + выпуск «НМДНИ-2024»                               | 22 октября 2024 -               |
| 6     | НМДНИ 1941— 1945                | 1 эпизод                                                       | 28 апреля 2025 -                |

Проекту «Нмдни» предшествовали сезоны «Намедни. Наша эра 1946—1951» и «1952-1960 с Леонидом Парфёновым», продолжения которых были вынуждены выходить под названием «Нмдни» из-за разногласий с «НТВ» и которые также были идейным продолжением «Намедни. Наша эра».
| 1. «НАМЕДНИ-1946: Холодная война. „Москвич“. Враги Ахматова и Зощенко. Эвита. Золотые зубы». 2. «НАМЕДНИ-1947: МиГ и АК. Снова голод. „Чёрная кошка“. Огорожен соцлагерь. Трофейное кино. Москва-800». 3. «НАМЕДНИ-1948: Бандит Тито. 7 слоников. Убит Михоэлс. Трофеи. Посадили Русланову. „Опять двойка!“». 4. «НАМЕДНИ-1949: ГДР и ФРГ. Советский атом. АН-2 и КВН-49. Сталин-70. „Кубанские казаки“». 5. «НАМЕДНИ-1950: Сталин и Мао. Домино. Война в Корее. Симонов. Пластинки на костях». 6. «НАМЕДНИ-1951: Первые холодильники. Прима Уланова. Велик „Орленок“. Пал глава ГБ Абакумов.». | 1. «1952: Волго-Дон. Крепдешин. Последний съезд Сталина. Высотки. Королева Елизавета». 2. «1953: ГАЗ-69. Умер Сталин. Восстание в ГДР. Враг Берия. ГУМ. Водородная бомба». 3. «1954: Крым передали Украине. „Оттепель“. Шульженко. Целина. Индийское кино». 4. «1955: Метро в Ленинграде. Стрельцов — легенда футбола. Признали ФРГ, ушли из Австрии. Министр Жуков.». 5. «1956: Осуждён культ личности. „Современник“. Восстания в Тбилиси, Познани, Будапеште. „Волга“». 6. «1957: Фестиваль. „Подмосковные вечера“. Спутник. Карлсон. ТВ на Шаболовке. „Карнавальная ночь“». 7. «1958: „Доктор Живаго“. Бидструп и Эффель. Снова борьба с церковью. „Летят журавли“ — золото Канн.». 8. «1959: Убит Бандера. Кастро на Кубе, де Голль во Франции. КрАЗ и „Чайка“. Бардо и Влади». 9. «1960: Хрущёв с ботинком в ООН. Робертино Лорети. Сбит Пауэрс. Белка и Стрелка. Вон пижамы с улиц!». | 1. «2004: iPod. Майдан-1. Гришковец. „Смешарики“. „Дом-2“. Путин 2.0. Беслан. Онотоле. „Ночной дозор“». 2. «2005: Гламур. ЖЖ. Фотошоп. „Наши“. Меркель. Монетизация. Валуев. Пробки. Хаматова». 3. «2006: Запрет казино. YouTube. Удар Зидана. Кондопога. G8 в Спб. Хиддинк. Грузия — враг». 4. «2007: iPhone. Рэп. Рамзан. Лепс. Умер Ельцин. Одноклассники. ВК. „Доктор Хаус“. „Винзавод“». 5. «2008: ФБ. Кризис. Южный парк. Путин и Кабаева. Зенит. Обама. Война с Грузией. Торренты». 6. «2009: „Сапсан“. Умер Майкл Джексон. „Аватар“. Superjet. Магнитский. Пикалёво. ЕГЭ. Закрыли Черкизон.». 7. «2010: iPad. Отставка Лужкова. Собянин. Леди Гага. Викиликс. Навальный. ЮКОС-2. Янукович. Трололо». 8. «Намедни: PS серий. Лапенко как Чарли. Q&A. Обнуление после чумы. „Загадка дыры“» (постскриптум). |

| 1. «НМДНИ-2011: Умер Джобс. Игры престолов. Ботокс. Плитка Собянина. Кейт&Уильям. Болотная. Магадан!». 2. «НМДНИ-2012: Instagram. Pussy Riot. Дорн. Болотное дело. Маск. Gangnam. Ургант. Ёлка. World of Tanks». 3. «НМДНИ-2013: Депардье в РФ. Сирия. „Легенда N17“. Упал метеорит. Евромайдан. Развод Путина. „Горько!“». 4. «НМДНИ-2014: Сочи. Запрет мата. Крымнаш. Селфи. Донбасс. Дуров уехал. Сбит боинг. Кардашьян. Meduza». 5. «НМДНИ-2015: „Шарли“. ЗОЖ. Убит Немцов. Тверк. Стендап. Поперечный. Дочки Путина. Баттлы. Oxxxymiron». 6. «PS НМДНИ 2011—2015. Сезон 2016—2020. „Линия Рафаэля“ в Эрмитаже. Новая Третьяковка как Орсе» (постскриптум). | 1. «НМДНИ-2016: „Денег нет“. Брекзит. Покемоны. Яровая. „Боярышник“. Трамп. Лабутены нах. D-DOS». 2. «НМДНИ-2017: Дудь. Биткойн. Ждун. Реновация. Бузова. Siri. Рик и Морти. Не Димон». 3. «НМДНИ-2018: ЧМ по футболу. Дерипаска и Рыбка. Скрипали и „новичок“. Монеточка. Хабиб. Мост в Крым». 4. «НМДНИ-2019: Лапенко. Зумеры. ЧБД. „Дау“. Зеленский. Marvel. Голунов. Грета. Каршеринг. „Пятница!“.». 5. «НМДНИ-2020-1: Ковид. Удалёнка. Öбнуление. ДТП с Ефремовым. Скринлайф». 6. «НМДНИ-2020-2: Тикток. Бейрут. Хабаровск. Беларусь. Карабах. Моргенштерн. Навальный и яд». 7. «НМДНИ-1921: Капабланка. НЭП. Голод в Поволжье. 8 марта. ТЮЗ. Беспризорники. „Цыплёнок жареный“.» (специальный выпуск). 8. «НМДНИ PS 2016—2020. ПРЯМОЙ ЭФИР. Новый сезон, квеври, музеи, кино и театр.» (постскриптум). | 1. «НМДНИ-1922: Есенин и Дункан. Генсек Сталин. Раскопан Тутанхамон. Пионеры. Муссолини у власти. „Мурка“». 2. «НМДНИ-1923: „Динамо“. Ультиматум Керзона. „Мойдодыр“. Лагерь на Соловках. Путч Гитлера». 3. «НМДНИ-1924: Зощенко. Умер Ленин. В прокате Чаплин. Свердловск. „Дорогой длинною“». 4. «НМДНИ-1925: Сталинград. Водка „Рыковка“. Смерть Есенина. ТАСС. „Артек“. Нарком Ворошилов». 5. «НМДНИ-1926: Убит Петлюра. Ленин на броневике. Шостакович. Киров. „Дни Турбиных“. „Чубаровщина“». 6. «НМДНИ-2021: QR-код. Юра Борисов. NFT. Электросамокаты. Клабхаус. Иноагенты. Пытки. Oxxxy и Noize» (специальный выпуск). 7. «НМДНИ ПЕСНИ 1920-х. Макаревич, Монеточка, the Hatters, Noize MC, Обломов, „Ногу свело!“ и мн. другие» (специальный выпуск). 8. «#НМДНИ-1927: Будь готов к войне с Чемберленом. „Любовь втроём“. Чемпион Алехин. Декларация Сергия». 9. «НМДНИ-1928: Довженко. Сталин в Сибири. Микки Маус. Вредители. „12 стульев“». 10. «НМДНИ-1929: Запрет ёлок. Первая военная спецоперация. Великий перелом. Джаз в СССР». 11. «НМДНИ-1930: Колхозы. Ганди. ТТ. Орден Ленина. Застрелился Маяковский. ГУЛАГ. Запрет танго». |

| 1. «СССР-100. Раскулачивание. Звуковое кино. Карточки на всё. Взорван храм Христа Спасителя/ #НМДНИ 1931». 2. «Павлик Морозов. Паспорта и прописка. Русский фашист Горгулов. Мичурин. Бараки. ГАЗ-А. / #НМДНИ 1932». 3. «ВОЙНА. 24 февраля. Санкции. Мобилизация. Релокация. Мариуполь. Буча. Крымский мост / #НМДНИ 2022» (специальный выпуск). 4. «Канцлер Гитлер. Голодомор. Сочи. Беломорканал. Президент Рузвельт. Нобель Бунина / #НМДНИ 1933». 5. «Киев столица УССР. НКВД СССР. Первые Герои. Убит Киров. Говорит Левитан. Хит „Кукарача“/ #НМДНИ 1934». 6. «Арийские законы в Германии. Метро. Звёзды над Кремлём. Дядя Стёпа. Разрешили ёлку / #НМДНИ 1935». 7. «„Враги народа“. Глава НКВД Ежов. Олимпиада в Германии. Запрет абортов. Война в Испании / #НМДНИ 1936». 8. «Большой террор. Полёты Чкалова. Третий Толстой. Рабочий и колхозница. „Утомлённое солнце“ / #НМДНИ-1937». 9. «2-Й ГОД ВОЙНЫ. И: Слово пацана, ХАМАС против Израиля, запрет Акунина, голая вечеринка / #НМДНИ-2023» (специальный выпуск). 10. «Глава Украины Хрущёв. «Катюша». Берия в НКВД. Гитлер в Вене и Праге. «Хрустальная ночь» / #НМДНИ-1938». 11. «Молотов и Риббентроп. Вторая мировая. Польский поход РККА. Финская война. Сталин-60/ #НМДНИ-1939». 12. «Рейх захватил Францию, СССР – Балтию. Битва за Британию. Молотов у Гитлера. Поёт Бернес/ #НМДНИ-1940». | 1. «Гагарин. Берлинская стена. Похоронен Сталин. Коммунизм к 1980. Сбежал Нуреев / #НМДНИ-1961». 2. «Карибский кризис. Расстрел в Новочеркасске. Солженицын. "Волга". Поручик Ржевский / #НМДНИ-1962». 3. «Убит Кеннеди. Туризм с рюкзаком. Терешкова. Плащ-болонья. "Негр" - это гордо! Магомаев / #НМДНИ-1963». 4. «КВН. Таганка. Шпион Зорге. Нефть по "Дружбе". Радио "Маяк". Брежнев после Хрущева / #НМДНИ-1964». 5. «"Операция "Ы"". Битломания в СССР. 9 мая выходной. Пеле в Лужниках. Окуджава. Мини-юбки / #НМДНИ-1965». 6. «3-й год войны. Головоломка 2. Путин 5.0. ЦБ 21%. Олимпийские игры в Париже. Трамп 2.0 / #НМДНИ-2024» (специальный выпуск). | 1. «Мир. Война и MIPЪ / #НМДНИ-1941». |

## Хронологическое содержание выпусков

### 1921—1930
Звёздочкой (*) отмечены события, показанные «без комментариев»
1921
| - Хосе Рауль Капабланка — 3-й чемпион мира - X съезд РКП(б). «Рабочая оппозиция» - Кронштадтское восстание - 8 марта - Турция — первый союзник РСФСР - Крестьянские восстания в Тамбове и Западной Сибири - «Смена вех» - Расстрелян Николай Гумилёв. Умер Александр Блок (*) - ЗСФСР. Советское Закавказье - Голод в Поволжье - Госплан - НЭП - Торговое соглашение между РСФСР и Великобританией | - Родился принц Филипп (*) - Эсперанто - Госстрах - Беспризорники - Независимая Ирландия - Общество бывших политкаторжан и ссыльнопоселенцев. Журнал «Каторга и ссылка» - Барон Роман фон Унгерн - Адольф Гитлер — председатель НСДАП (*) - Детский театр Наталии Сац. Театр юного зрителя - Жилтоварищества - Концертный номер: «Ногу свело!» — Цыплёнок жареный |

1922
| - Фёдор Шаляпин эмигрировал в США - Окончание Гражданской войны - Бенито Муссолини — Премьер-министр Италии. «Поход на Рим» - Свадьба Сергея Есенина и Айседоры Дункан - Генуэзская конференция - Генсек Сталин - Кулаки - ГОЭЛРО - Театр Евгения Вахтангова. Спектакль «Принцесса Турандот» - Изъятие церковных ценностей - Русское зарубежье. Нансеновский паспорт - Денежная реформа. Советский червонец - Павел Филонов - Ленин болен - Главлит - Пионеры | - «Философский пароход» - Свобода передвижения по СССР (*) - Найдена гробница Тутанхамона - Моссельпром - Журнал «Крокодил» (*) - Нобелевский лауреат Эйнштейн - Образование СССР - Блатные песни - Художественные чтения: - Никита Ефремов — Чёрный человек (фрагмент); стихи Владимира Маяковского о Моссельпроме - Александр Паль — Расстрел (стихотворение Владимира Набокова) - Концертные номера: - Алексей Воробьёв — Я обманывать себя не стану… - «Смех» — Песня о первом пионерском отряде - Мари Краймбрери — Мурка |

1923
| - Сказки Корнея Чуковского - ОГПУ - Ликбез - «Добролёт» стал «Аэрофлотом» - Убийство Вацлава Воровского - Спортивное общество «Динамо» - Восстание в Гамбурге - «Синяя блуза» - Алексей Толстой вернулся в СССР - Анатолий Пепеляев (*) - Номенклатура - Трамвайный кризис в Москве и Петрограде - Соловецкий лагерь - Пролетарские писатели и «попутчики» | - Ультиматум Керзона - Митрофан Греков - Латинизация алфавитов - Всеволод Мейерхольд - «Пивной путч» - Всероссийская сельскохозяйственная и кустарно-промышленная выставка - «10 дней, которые потрясли мир» - Песня «Купите бублички!» - Художественные чтения: - Аглая Тарасова — Стихотворения из репертуара «Синей блузы» - Евгений Чебатков — Москва от зари до зари; Равнодушие (Илья Ильф и Евгений Петров) - Концертный номер: Дора — Купите бублички! |

1924
| - Социализм в Монголии - Михаил Зощенко - Умер Ленин - Мавзолей Ленина - Алексей Рыков — глава Совнаркома СССР (*) - «Ленинский призыв» - Петроград переименован в Ленинград, Симбирск стал Ульяновском - АМО-Ф-15 - Песня «Кирпичики» - Признание СССР - Сборник рассказов «Конармия». Семён Будённый против Исаака Бабеля - Николай Бухарин - Чарли Чаплин - «Письмо к съезду» | - Размежевание в Средней Азии - Поэма Маяковского «Владимир Ильич Ленин» - Эрнст Тельман и «Рот Фронт» - Екатеринбург переименован в Свердловск - Наводнение в Ленинграде - Романсы «Только раз бывает в жизни встреча» и «Дорогой длинною» - Художественные чтения: - Евгений Чебатков — Аристократка (фрагмент рассказа Михаила Зощенко) - Никита Ефремов — Конармия (фрагменты рассказов Исаака Бабеля) - Александр Паль — Владимир Ильич Ленин (фрагмент поэмы Владимира Маяковского) - Концертные номера: - Монеточка — Кирпичики - Noize MC — Дорогой длинною |

1925
| - Город Сталин(о). Город Царицын стал Сталинградом - Водка «рыковка» - Убийство Григория Котовского - «Артек» - Фильм «Броненосец „Потёмкин“». Сергей Эйзенштейн - Гибель Бориса Савинкова - «ТАСС» - Газета «Комсомольская правда» (*) | - Год трёх военных наркомов: Троцкий — Фрунзе — Ворошилов - Биологическое и химическое оружие запрещено (*) - Союз безбожников - Самоубийство Сергея Есенина - Художественное чтение: Александр Паль — До свиданья, друг мой, до свиданья… (последнее стихотворение Сергея Есенина) - Концертный номер: «Пицца» — Да! Теперь решено. Без возврата… |

1926
| - Первая Всесоюзная перепись населения - Фильм «Мать» - Отставки Зиновьева и Каменева. Сергей Киров во главе Ленинграда - Всеобщая стачка в Великобритании - «Ленин на броневике» - Убийство Симона Петлюры - Мэри Пикфорд и Дуглас Фэрбенкс в СССР - Анастас Микоян - «Чубаровщина» | - Дмитрий Шостакович - «Дни Турбиных» - Нападение на дипкурьеров Теодора Нетте и Иоганна Махмасталя - Журнал «Советское фото» - Стихотворение «Гренада» - Художественное чтение: Алексей Пивоваров — Монолог Алексея Турбина из пьесы Михаила Булгакова «Дни Турбиных» - Концертный номер: «Ногу свело!» — Гренада |

Специальный выпуск «Песни 1920-х»
- «Ногу свело!» — Цыплёнок жареный
- Мари Краймбрери — Мурка
- «The Hatters» — Там вдали, за рекой
- Монеточка — Кирпичики
- «Смех» — Песня о первом пионерском отряде
- Андрей Макаревич — Гоп со смыком
- «Пороки Серебряного века». Проституция, алкоголизм, спиритизм и наркомания
- «Несчастный случай» — С одесского кичмана
- Алексей Воробьёв — Я обманывать себя не стану…
- «Мураками» — Только раз бывает в жизни встреча
- Noize MC — Дорогой длинною
- Дора — Купите бублички!
- «Пицца» — Да! Теперь решено. Без возврата…
- «Ногу свело!» — Гренада
- Вася Обломов — Стаканчики гранёные

1927
| - «Осоавиахим» - Александр Алехин — 4-й чемпион мира - Остин Чемберлен — враг СССР. Угроза войны и разрыв отношений с Великобританией - Убийство Петра Войкова - Сексуальная революция. Фильм «Третья Мещанская (Любовь втроём)» - Разгром «левого уклона» - Перелёт Чарльза Линдберга через Атлантику - Фильм «Октябрь» | - Декларация митрополита Сергия - Дело Николы Сакко и Бартоломео Ванцетти - Телефоны-автоматы - Валериан Куйбышев - Роман «Разгром». Александр Фадеев - «Северный поход» Чан Кайши - «Булыжник — оружие пролетариата» - Песня «Чубчик кучерявый» - Концертный номер: «Сурганова и оркестр» — Чубчик кучерявый |

1928
| - Центросоюз Ле Корбюзье - Орден Трудового Красного Знамени - Пакт Бриана — Келлога - «Шахтинское дело» - Александр Довженко и его «Украинская трилогия» - Сталин в Сибири - Снос церквей (*) - Микки Маус. Мультфильм «Пароходик Вилли» | - Михаил Шолохов и роман «Тихий Дон» - Экспедиция на дирижабле «Италия» - Открытие пенициллина - Роман «Двенадцать стульев» - Художественное чтение: Оксана Акиньшина — Тихий Дон (фрагмент романа Михаила Шолохова) - Концертный номер: «Мумий Тролль» — Белеет мой парус такой одинокий (Песня Остапа Бендера) |

1929
| - Великая депрессия - 1-я церемония награждения кинопремии «Оскар» (*) - Запрещена новогодняя ёлка - «Год великого перелома». Начало индустриализации. Первая пятилетка - Поход Красной армии в Афганистан - Конструктивизм - Социалистическое соревнование - Конфликт на Китайско-Восточной железной дороге - Разгром «правого уклона» - Лев Троцкий выслан из СССР (*) - Дзига Вертов. Фильм «Человек с киноаппаратом» | - Вузовцы. Рабфаки - Начало эры дирижаблей - Варшавская авиаконвенция (*) - Невозвращенцы - Советский джаз. Александр Цфасман. Леонид Утёсов - Художественные чтения: - Никита Ефремов — Под «Рождество Христово» в обед… (стихотворение Демьяна Бедного); Ёлки сухая розга… (стихотворение Семёна Кирсанова) - Константин Крюков — Хороша Маша, да не наша (фрагмент стихотворения Демьяна Бедного) - Концертный номер: Пётр Налич — Песня о встречном |

1930
| - Орден Ленина и Орден Красной Звезды - Самоубийство Владимира Маяковского - Серго Орджоникидзе - Первый светофор в СССР - «Соляной поход» Махатмы Ганди - ГУЛаг - Пистолет ТТ - Дело Промпартии - Коллективизация. Раскулачивание - Вячеслав Молотов — Председатель Совнаркома СССР - Трудовая крестьянская партия | - Гибель Александра Кутепова - Турксиб (Туркестано-Сибирская магистраль) - «Шарашкины конторы» - Максим Литвинов - Запрет романсов - Художественные чтения: - Константин Крюков — Предсмертная записка Владимира Маяковского; Поднятая целина (фрагмент романа Михаила Шолохова) - Никита Ефремов — Архипелаг ГУЛАГ (фрагмент романа Александра Солженицына) - Концертный номер: «Мураками» — Только раз бывает в жизни встреча |

### 1931—1940
Звёздочкой (*) отмечены события, показанные «без комментариев»
1931
| - ГТО (Готов к труду и обороне!) - Ликвидация кулачества - Наводнение в Китае - Фильм «Путёвка в жизнь» - Разрушение Храма Христа Спасителя - Роман «Золотой телёнок» - Отмена частной торговли и Всесоюзная карточная система - Сергей Рахманинов под запретом - Шестидневная рабочая неделя - Свержение Альфонсо XIII - Торгсин - Цыганский театр «Ромэн» - Японская интервенция в Маньчжурию - Дом правительства | - Продажа картин из Эрмитажа за границу - Трест «Дальстрой» - Эмпайр-стейт-билдинг - Парады физкультурников - Оскар Строк и Пётр Лещенко - Художественные чтения: - Андрей Лошак — Золотой телёнок (фрагмент романа Ильи Ильфа и Евгения Петрова) - Алексей Любимов — Мастер и Маргарита (фрагмент романа Михаила Булгакова) - Илья Красильщик — Одноэтажная Америка (фрагмент путевого очерка Ильи Ильфа и Евгения Петрова) - Концертный номер: «Порнофильмы» — Ах, эти чёрные глаза |

1932
| - Значок «Ворошиловский стрелок» - Лазарь Каганович - Футболка-соколка - Убийство президента Франции Поля Думера - Иностранцы на службе первой пятилетки - Иван Мичурин - Кузнецкий завод и «Магнитка» - Советский паспорт и советская прописка - Вичугский бунт - Город Горький, улица Горького и Парк Горького - Бараки - Горьковский автомобильный завод (ГАЗ). «ГАЗ-А» | - Константин Циолковский - «Союз марксистов-ленинцев» - Днепрогэс - «Закон о трёх колосках» - Самоубийство Надежды Аллилуевой - Комсомольск-на-Амуре - Начало строительства БАМ (Байкало-Амурской железной дороги) (*) - Исаак Бродский - Павлик Морозов - Песня «У самовара» - Художественное чтение: Алексей Любимов — Рассказ Хренова о Кузнецкстрое и о людях Кузнецка (стихотворение Владимира Маяковского) |

1933
| - Чистка в ВКП(б) - Дворец Советов - Голод в СССР — Россия, Украина, Казахстан - Домработницы - Адольф Гитлер пришёл к власти - Беломорканал - «Новый курс» Франклина Рузвельта - «Детгиз» - Каракумский автопробег - Мода на одежду белого цвета - Поджог Рейхстага | - Советские трактора - Журнал «Крокодил» - Спецпоселенцы - Мода на тюбетейки - Нобелевский лауреат Бунин - Сочи — «всесоюзная здравница» - Художественные чтения: - Илья Красильщик — Иван Топорышкин пошёл на охоту (стихотворение Даниила Хармса) - Андрей Лошак — Жизнь Арсеньева (фрагмент романа Ивана Бунина) - Концертный номер: Муся Тотибадзе — Если можешь, прости |

1934
| - Катастрофа аэростата «Осоавиахим-1» - Фильм «Чапаев» - XVII съезд ВКП(б) - Сталинская архитектура - «Челюскинцы». Звание «Герой Советского Союза» - Еврейская автономная область - Берет - Арест Осипа Мандельштама - Новая столица Украины — Киев вместо Харькова - Радиофикация СССР. Юрий Левитан - СССР в Лиге Наций (*) - I съезд писателей. Соцреализм. Литературный институт | - Песня «Кукарача» - Гей-отношения — уголовное преступление (*) - НКВД СССР. Генрих Ягода - Пётр Капица оставлен в СССР - Роман «Как закалялась сталь» - Убийство Сергея Кирова - Фильм «Весёлые ребята» - Художественные чтения: - Алексей Любимов — Мы живём, под собою не чуя страны (стихотворение Осипа Мандельштама) - Михаил Шац — Мужество (фрагмент очерка Михаила Кольцова) |

1935
| - Офицерские звания в РККА. Ворошилов, Тухачевский, Егоров, Будённый и Блюхер — первые Маршалы Советского Союза - Алексей Стаханов и Стахановское движение - «Сталинка» - Катастрофа самолёта АНТ-20 «Максим Горький» - Владимир Маяковский — «Лучший, талантливейший поэт» - Нюрнбергские расовые законы - Парк культуры и отдыха. «Девушка с веслом» - «Жить стало лучше, жить стало веселее» - Московское метро | - Вторая итало-эфиопская война - Дядя Стёпа - Учебники «правильной» истории СССР - Фильмы «Юность Максима», «Возвращение Максима» и «Выборгская сторона» - Генеральный план реконструкции Москвы - Перемещение зданий во время реконструкции Москвы (*) - Кремлёвские звёзды - Новогодняя ёлка снова разрешена - Художественное чтение: Михаил Шац — Дядя Стёпа (фрагмент поэмы Сергея Михалкова) |

1936
| - Первый Чемпионат СССР по футболу - Первый московский процесс - Год трёх королей в Великобритании — Георг V, Эдуард VIII, Георг VI - «Сумбур вместо музыки» - Запрет абортов в СССР - «Спасибо товарищу Сталину за наше счастливое детство!» - Песня «Широка страна моя родная» - Зимняя и летняя Олимпиады в Германии - Народный артист СССР - Николай Ежов — глава НКВД - Телефонизация СССР | - Сергей Прокофьев вернулся в СССР - Гражданская война в Испании - Киностудия «Союзмультфильм» - Приезды зарубежных писателей в СССР - «ЗИС-101» - Карандаш - Сталинская Конституция - Вадим Козин - Художественное чтение: Михаил Шац — Возвращение из СССР (фрагмент очерка Андре Жида) |

1937
| - «Вредительская» перепись населения - Юбилей Пушкина - Смерть Серго Орджоникидзе - Катастрофа дирижабля «Гинденбург» - Большой террор - СССР на Всемирной выставке в Париже. «Рабочий и колхозница» - «Красный граф» Алексей Толстой - Депортация корейцев в СССР - Беспосадочные перелёты Валерия Чкалова и Михаила Громова из Москвы в США через Северный полюс | - Служба точного времени - Песни «Утомлённое солнце» и «Неудачное свидание» - Ось Берлин — Рим — Токио - Ленин и Сталин в кино — фильмы «Ленин в Октябре», «Человек с ружьём» и «Великое зарево» - Александр Куприн вернулся в СССР - Выборы в Верховный Совет СССР - Танец «Рио-Рита» - Художественное чтение: Алексей Любимов — Большой террор (фрагменты книги Роберта Конквеста) |

1938
| - Аншлюс Австрии к Германии - Никита Хрущёв — Первый секретарь ЦК КП(б) Украины - Учебник «Краткий курс истории ВКП(б)» - Бои СССР и Японии у озера Хасан - Звание «Герой Социалистического Труда» - Фильм «Александр Невский» - Дачи - Мюнхенское соглашение - Станция «Северный полюс-1» | - Фильм «Если завтра война…» - Лаврентий Берия в НКВД - Песня «Катюша» - «Хрустальная ночь» - Брежнев, Суслов, Косыгин и Громыко в ВКП(б) - Песни «Саша» и «Любушка» - Художественное чтение: Алексей Любимов — Приветственная песня (стихотворение Виктора Гусева) |

1939
| - Трудовые книжки - Бои СССР и Монголии против Японии у реки Халхин-Гол. Георгий Жуков - Фильм «Подкидыш» - Сказ «Малахитовая шкатулка» - Пакт Молотова-Риббентропа и Договор о дружбе и границе между СССР и Германией - Нападение Германии на Польшу. Начало Второй мировой войны - Всеобщая воинская обязанность - Поход Красной армии на Польшу. Присоединение Западной Украины и Западной Белоруссии к СССР - Начало телевещания в СССР | - Карательная психиатрия в СССР - Война СССР с Финляндией - Деление ядра урана - Выставка достижений народного хозяйства (ВДНХ) - 60-летие Сталина. Сталинская премия - Георгий Виноградов - Художественные чтения: - Ольга Карасёва — Малахитовая шкатулка (фрагмент сказа Павла Бажова) - Михаил Шац — Две строчки (фрагмент стихотворения Александра Твардовского) - Алексей Любимов — Сталин (фрагмент стихотворения Сергея Михалкова) |

1940
| - Нападение Германии на Данию, Норвегию, Нидерланды, Бельгию, Люксембург и Францию - Присоединение Бессарабии и Северной Буковины к СССР. Молдавская ССР - Повесть «Тимур и его команда» и её экранизация. Тимуровцы - Битва за Великобританию - Присоединение Эстонии, Латвии и Литвы к СССР - Фильм «Великий диктатор» - Приказ Верховного Совета СССР №227 — восьмичасовой рабочий день и семидневная рабочая неделя | - Убийство Льва Троцкого - Марк Бернес - Платное образование в СССР. Государственные трудовые резервы - Визит Вячеслава Молотова в Германию - Автомобиль «КИМ-10» - «Фильм-концерт» - Художественное чтение: Михаил Шац — Моя удивительная жизнь (фрагмент автобиографии Чарли Чаплина) |

### 1941—1945
1941
| - Последние договоры СССР с Германией - Войны ВС Великобритании в восточной Африке и в Ираке - Камчатская долина гейзеров - Нападение Германии на Югославию и Грецию - Иосиф Сталин — Председатель Совета народных комиссаров СССР - Депортации с запада СССР на восток - Сообщение «ТАСС» от 14 июня 1941 года - Юбилей Лермонтова. Фильмы «Лермонтов» и «Маскарад» - 22 июня. Выступление Вячеслава Молотова по радио - Песня «Священная война» - Первая неделя Великой Отечественной войны. Белостокско-Минское сражение - Брестская крепость - Выступление Иосифа Сталина по радио - Смоленское сражение - Антигитлеровская коалиция — СССР, США и Великобритания - Начало блокады Ленинграда - Юго-Западный фронт — Львов, Умань, Киев, Одесса, Харьков и Крым. Советские военнопленные. Яков Джугашвили | - Холокост в СССР. Бабий Яр - «Вяземский котёл» - Паника в Москве - Народное ополчение - Массовая эвакуация в СССР - Совинформбюро. Юрий Левитан - Парад на Красной площади - Жизнь граждан СССР при немецкой оккупации - 28 панфиловцев - Нападение Японии на Перл-Харбор. США вступают во Вторую мировую войну - Контрнаступление СССР под Москвой - Фильм «Свинарка и пастух» - Художественные чтения: - Артур Смольянинов — Сообщение «ТАСС» от 14 июня 1941 года (фрагмент) - Алексей Пивоваров — Ты помнишь, Алёша, дороги Смоленщины… (фрагмент стихотворения Константина Симонова) |

### 1946—1960
1946
| - Совет народных комиссаров переименован в Совет министров СССР - «Обыкновенный концерт» театра Образцова - «Москвич-400» и «Победа» - «ГАЗ-51» - Постановление о журналах «Звезда» и «Ленинград» - Нюрнбергский и Токийский процессы - Хуан и Эвита Перон - Запрещена песня «Враги сожгли родную хату» | - Опущен «Железный занавес» - Умер Михаил Калинин - Мода на золотые зубы - Новые партийные установки советскому кино. Период «малокартинья» - Фильм «Иван Грозный» - Баснописец Сергей Михалков - Грузинская кухня |

1947
| - МиГ-15 - Алексей Фатьянов принят в Союз писателей СССР - Кепка — главный мужской головной убор - «Самсон» возвращается в Петергоф - Голод в России, на Украине и в Молдавии - АК-47 - Футбол — главное зрелище в СССР - Разгул бандитизма - Юла | - Советизация Восточной Европы - Бильярд — буржуазная игра - 800 лет Москве - Трофейное кино - Массовое производство эскимо - План Маршалла - Денежная реформа, отмена карточек и первое снижение цен - Фильм «Весна» |

1948
| - Бандит Тито - Костюмы из бостона, пальто из габардина - Постановление об опере «Великая дружба». Формалисты Шостакович и Прокофьев - Убийство Соломона Михоэлса. Создание Израиля - Безродные космополиты. «Россия — родина слонов» - Мир с церковью разорван - Михаил Ботвинник — 6-й чемпион мира. Начало эпохи советских шахмат - Арест Лидии Руслановой. Трофеи | - «Лесные братья» - Мирный уют - Василий Сталин - Ансамбль «Берёзка» - Ликвидация ГМНЗИ. Академия художеств СССР. Жанровая живопись - Академик Трофим Лысенко - Блокада Западного Берлина - Сергей Лемешев и Иван Козловский |

1949
| - Ан-2 - «Воин-освободитель» - Шашки — главная народная игра в СССР - ФРГ и ГДР - Основан НАТО - Телевизор «КВН» - Советская атомная бомба - Ансамбль Александрова | - Борьба за мир - Стиляги - Ленинградское дело - Кружева и вышивка - Радио — в каждый дом - Сталину — 70 лет - Автобусы «ПАЗ» и «КАвЗ» - Фильм «Кубанские казаки» |

1950
| - Хоккей с мячом - «Русский с китайцем — братья навек!» - Константин Симонов - Домино - Алексей Маресьев и Зоя Космодемьянская - Дворцы московского метро - ГАЗ-12 «ЗиМ» | - Татуировки - Корейская война - Шляпка-«менингитка» - «Охота на ведьм» - Дворы - Пластинки «на костях» |

1951
| - Велосипед «Орлёнок» - Арест Виктора Абакумова - Назым Хикмет - Посуда из цветного стекла - Сергей Конёнков - Евроинтеграция - Холодильники | - Перманент - Кукрыниксы и Борис Ефимов - «Мингрельское дело» - Галина Уланова - Пальто из драпа. Каракулевая шуба - Леонид Утёсов исполняет «У Чёрного моря» |

1952
| - Волго-Дон - Елизавета II восходит на британский престол - Юбилей Гоголя - Цирк — важнейшее из искусств - Воды Лагидзе - Сталинские высотки - Первая Олимпиада с участием СССР - «Книга о вкусной и здоровой пище» | - Поль Робсон - Крепдешин - XIX съезд ВКП(б)/КПСС - Реалистические мультфильмы - Камчатское цунами - Дуайт Эйзенхауэр — Президент США - Бунчиков и Нечаев |

1953
| - «ГАЗ-69» - Комиссионки - «Дело врачей». Лидия Тимашук - Умер Сталин - Прекращение «Дела врачей» - Открыт ГУМ - Преемник Георгий Маленков - Кружки - Берлинское восстание | - «Золотая молодёжь» - Ликвидация Лаврентия Берии - Сельхозреформа - Пабло Неруда - Амнистия. Бунты в ГУЛаге - Никита Хрущёв — первый секретарь ЦК - Водородная бомба - Стереокино |

1954
| - Сборная СССР по хоккею — впервые чемпион мира - 300 лет воссоединению Украины с Россией - Радж Капур - Крым передали Украине - Начало реабилитации - Эстрадные дуэты - «Оттепель» Ильи Эренбурга - Обнинская АЭС | - Незнайка - Радиоприёмник «Москвич» - Тоцкие военные учения - Эмиль Гилельс - Пионеры-герои - Целина - Клавдия Шульженко |

1955
| - Ленинградское метро - Премьер Николай Булганин - Варшавский договор - Архитектурные излишества - Уход войск союзников из Австрии - Лолита Торрес - Сокращение Советской армии. Жуков — министр обороны | - Примирение СССР и Югославии - Капроновые чулки - Визит Конрада Аденауэра. Возвращение немецких военнопленных - Дрезденская галерея вернулась в ГДР - Эдуард Стрельцов - «Хинди Руси бхай бхай» - Фильмы «Солдат Иван Бровкин» и «Максим Перепелица» |

1956
| - Ту-104 - XX съезд КПСС. Доклад Хрущёва - Николай Рыбников - Проблема принадлежности Курильских островов - Львовские автобусы - Расстрелы в Тбилиси - Основан театр «Современник» - «Волга» ГАЗ-21 - «Москвич-402» - Познанское восстание - Сборная СССР по футболу — чемпион Олимпиады | - Стадион «Лужники» - Самоубийство Александра Фадеева - Прижатие артелей - Суэцкий кризис - Выставка Пабло Пикассо в СССР - Венгерское восстание - Дубна - Детские журналы - Нобелевский лауреат Семёнов - Ив Монтан |

1957
| - Ледокол «Ленин» - Телевидение на Шаболовке - Машинки с педалями - Доктрина Эйзенхауэра - Рашид Бейбутов исполняет «Я встретил девушку» - Издание Ивана Бунина и «Бесов» Фёдора Достоевского - «Антипартийная группа». Молотов, Маленков, Каганович и примкнувший к ним Шепилов - Всемирный фестиваль молодёжи и студентов - Песня «Подмосковные вечера» - Екатерина Фурцева | - Новосибирский Академгородок - Карлсон - Молотов — Пермь, Чкалов — Оренбург - Прощены репрессированные народы - Умер Александр Вертинский - Отказ от займов - Отставка Георгия Жукова - Спутник - «Детский мир» - Фильм «Карнавальная ночь» |

1958
| - Поэзия вышла на улицы - Нижнее бельё - Херлуф Бидструп и Жан Эффель - Майор Пронин - Кипятильник - Ван Клиберн - Гонения на церковь - Фильм «Летят журавли» - Пищевые концентраты | - Эрих Мария Ремарк - Рок-н-ролл вышел из подполья - Загрантуризм - Борьба с самогоном - Борис Пастернак. «Доктор Живаго» - Мода на фотографии - Нобелевские лауреаты Черенков, Тамм и Франк - Георг Отс |

1959
| - Магнитофон «Комета-201» - Фильм «Судьба человека». Сергей Бондарчук - Переворот Кастро на Кубе - Ил-18 - «Физики» и «лирики» - Шарль де Голль — Президент Франции - Киносказки Александра Роу - ГАЗ-13 «Чайка» - Убийство Степана Бандеры | - Московский кинофестиваль - Дружинники - Кристиан Диор в Москве - КрАЗ - «Денискины рассказы» - Догнать и перегнать Америку. Американская выставка. «Рязанское чудо» - Брижит Бардо и Марина Влади - Касса взаимопомощи - «Товарищ Сталин, вы большой учёный» |

1960
| - Белка и Стрелка - Давид Ойстрах - Сбит Фрэнсис Пауэрс - Сборная СССР по футболу — чемпион Европы - Рамон Меркадер в СССР - Шестидесятники - Пижамы - Святослав Рихтер | - Кофе вернулся - Курсы кройки и шитья - Бассейн «Москва» - Умер Борис Пастернак - Кибернетика - Ботинок Хрущёва - Робертино Лоретти |

### 1961—1970
Звёздочкой (*) отмечены события, показанные «без комментариев»
1961
| - Денежная реформа - Олег Попов - Кукурузная программа - Полёт Юрия Гагарина - Плайя-Хирон - Автомобиль «ЗАЗ-965» - Переговоры Никиты Хрущёва и Джона Кеннеди - Английский — первый иностранный язык в СССР - Дело Рокотова, Файбишенко и Яковлева - Туфли на каблуках-шпильках - Рудольф Нуреев остался за границей - Собрание сочинений Ильи Ильфа и Евгения Петрова - Полёт Германа Титова - Строительство Берлинской стены. Берлинский кризис - Татьяна Шмыга | - Хрущёвки - Флористика - Год Африки в СССР. Университет дружбы народов - Песня «Хотят ли русские войны?» - Подписание Договора о дружбе, сотрудничестве и взаимной помощи между СССР и КНДР (*) - Дворец съездов - Валерий Брумель - XXII съезд КПСС - Вынос тела Сталина из Мавзолея и его перезахоронение - Братская ГЭС - Трус, Балбес и Бывалый. Фильмы «Пёс Барбос и необычный кросс» и «Самогонщики» - Художественное чтение: Руслан Белый — Фрагменты докладов Н. С. Хрущёва на XXII съезде КПСС |

1962
| - «Голубой огонёк» - Джон Гленн — американский Гагарин - Молоко в треугольных пакетах - Автомобиль «ГАЗ-23 „Волга“» - Гастроли Большого театра в США. Майя Плисецкая - Повышение цен на мясо и масло - «Новочеркасский расстрел» - Теплоходы на подводных крыльях «Ракета», «Метеор» и «Комета» - Нона Гаприндашвили - Мода на Антарктиду и пингвинов в СССР - Химия - Концерты Игоря Стравинского в СССР - 150-летие Бородинского сражения. Бородинская панорама - Фильм «Гусарская баллада». Поручик Ржевский | - Радиостанция «Юность» - Карибский кризис - Арест Олега Пеньковского - Скромная линия Московского метро - Александр Солженицын и его рассказ «Один день Ивана Денисовича» - Мотоциклы «Иж Планета» и «Иж Юпитер» - Фильм «Человек-амфибия» - Хула-хуп - Хрущёв на выставке авангардистов - Московская кольцевая автомобильная дорога (МКАД) - Нобелевский лауреат Ландау - Эдита Пьеха и Майя Кристалинская - Художественное чтение: Руслан Белый — Одни день Ивана Денисовича (фрагмент рассказа Александра Солженицына) |

1963
| - Туризм с рюкзаком в СССР - Фильм «Восемь с половиной» - Антирелигиозная программа - Дворцы бракосочетания в СССР - Муслим Магомаев - Болоньевый плащ - Тигран Петросян — 9-й чемпион мира - Дружественные отношения СССР и Кубы. Визит Фиделя Кастро в СССР. Песня «Куба — любовь моя» - Окрашивание волос - Полёт Валентины Терешковой - Разлад дружественных отношений СССР и Китая - Людмила Зыкина | - Расовая сегрегация в США. Мартин Лютер Кинг и его Марш на Вашингтон - Журнал «Юность» - Зерновой кризис - Лев Яшин - Полиэтилен - Визит Хрущёва в Югославию - Новая школьная форма - Твист - Убийство Джона Кеннеди - Песенный цикл «А у нас во дворе» - Художественное чтение: Артур Смольянинов — У меня есть мечта (фрагменты речи Мартина Лютера Кинга) |

1964
| - Олимпиада в Инсбруке — 4 золотые медали из 4-х у Лидии Скобликовой, Людмила Белоусова и Олег Протопопов - Телепередача «Спокойной ночи, малыши!» - Тракторы «К-700» и «ДТ-75» - Борьба с тунеядством. Суд над Иосифом Бродским - Минимализм в советских квартирах - Театр на Таганке - Гамаль Абдель Насер — Герой Советского Союза - Телеигра «КВН» - Пенсии колхозникам - Фильм «Я шагаю по Москве» - Юрий Власов и Леонид Жаботинский - Часы «Ракета» - Рихард Зорге - Радиостанция «Маяк» - «Антимиры» Андрея Вознесенского | - Одомашнивание диких животных. Василий Песков - Финляндия — «лучшая капиталистическая страна» - Иннокентий Смоктуновский и фильм «Гамлет» - Отставка Хрущёва - Нейлоновая рубашка - Леонид Брежнев — новый Генеральный секретарь ЦК КПСС. Алексей Косыгин — Председатель Совета министров СССР - Нефтепровод «Дружба» - Нобелевские лауреаты Басов и Прохоров - Александра Пахмутова - Художественные чтения: - Руслан Белый — По несчастью или к счастью (стихотворение Геннадия Шпаликова) - Артур Смольянинов — Васильки Шагала (стихотворение Андрея Вознесенского) |

1965
| - Студенчество в СССР - Фильм «Операция „Ы“ и другие приключения Шурика» - Выход Алексея Леонова в открытый космос - Битломания в СССР - 20 лет Победы - Мини-юбки - Евгений Евтушенко - Косыгинская реформа - Эдуард Стрельцов снова в игре - Радиоприёмники «Спидола» и «Альпинист» - Летка-енка - Наталья Кучинская - Ту-134, Ил-62, Ми-10 и Ан-22 в Ле-Бурже - Булат Окуджава - Футбольный матч СССР — Бразилия | - Торговые автоматы - Софи Лорен - Участие СССР в войне во Вьетнаме - Мохер - Николай Подгорный — новый Председатель президиума ВС СССР - День учителя - Нобелевский лауреат Шолохов - Телевизоры «Электрон» - Эдуард Хиль - Художественные чтения: - Руслан Белый — Из жизни «Пчёл» и навозных «Жуков» (фрагмент фельетона Никиты Богословского) - Артур Смольянинов — Братская ГЭС (фрагмент поэмы Евгения Евтушенко) |

### 2004—2010
2004
| - Переход на «цифру» - Убит авиадиспетчер Нильсен - Евгений Гришковец - Пытки в Абу-Грейб - Сегвей - Владимир Путин идёт на второй срок - Женский теннис. Мария Шарапова - Нацболы. Эдуард Лимонов - Анатолий Вассерман - Басманное правосудие. «Роснефть» вместо «ЮКОСа» - Филипп Киркоров и «розовая кофточка» - Расширение Евросоюза. Прибалтика в НАТО - Мультсериал «Смешарики» | - Михаил Саакашвили — Президент Грузии - «IKEA» - Убийство Ахмата Кадырова - Русский «Forbes» и русские миллиардеры - Реалити-шоу «Дом-2». Ксения Собчак - Травматические пистолеты - Роман «Код да Винчи» - Теракты на самолётах, у станции «Рижская» и в Беслане - Москва-Сити - Отмена губернаторских выборов - Оранжевая революция. Виктор Ющенко — Президент Украины - Цунами в Индийском океане - Фильм «Ночной Дозор» |

2005
| - Новогодние каникулы для всех - Ноутбуки - Фёдор Бондарчук. Фильм «9 рота» - Монетизация льгот - Ангела Меркель и Герхард Шрёдер - Фотошоп - Восстание в Андижане. Революция в Кыргызстане - Кубок УЕФА у «ЦСКА» - Суверенная демократия - Чулпан Хаматова - Потребительский бум - Обманутые дольщики - Елена Исинбаева | - «Наши» и другие - Энергетики - Михаил Касьянов в оппозиции - Гламур. Рублёвка. Куршевель - «Живой Журнал». Аффтар жжот - Роман Абрамович продал «Сибнефть» - Фильм «Горбатая гора». Брак Элтона Джона - Пробки в Москве. Третье транспортное кольцо - «Comedy Club» - Карикатуры на пророка Мухаммеда - 4 ноября — День народного единства - Николай Валуев - Сериалы «Моя прекрасная няня» и «Не родись красивой» |

2006
| - Газовые войны России с Белоруссией и Украиной - Григорий Перельман - Союзник Уго Чавес - Запрет казино - Близнецы Лех и Ярослав Качиньские - Русский Лондон - Нанотехнологии - Иванов и Медведев — преемники Путина - Беспорядки в Кондопоге - Гус Хиддинк - Шпионский камень - Рауль Кастро вместо Фиделя Кастро - Фильм «Остров» - Сносная застройка | - Саммит G8 в Санкт-Петербурге - Дмитрий Быков - Удар Зидана - Грузия — враг России - Мода на экстрим - Фильм «Борат» - Запреты Геннадия Онищенко - Убийство Анны Политковской - «День опричника» - «Справедливая Россия» — вторая «Партия власти» - Отравлен Александр Литвиненко - Глобальное потепление - YouTube - Новая мода на фигурное катание |

2007
| - iPhone - Умер Борис Ельцин - Материнский капитал - Мюнхенская речь Владимира Путина - Пётр Налич - Чекистский крюк - Исторические новоделы - Владимир Чуров - «Винзавод», «Гараж» и другие - Перенос «Бронзового солдата» - Григорий Лепс | - Марши несогласных - Анатолий Сердюков - «Запретное искусство» - Рамзан Кадыров — Президент Чечни - Сериалы «Доктор Хаус» и «Остаться в живых» - Объединение церквей - Николя Саркози — Президент Франции - «ВКонтакте» и «Одноклассники» - Национальный лидер - Дауншифтинг - Guf, «Каста», Баста и Тимати — первые лица русского рэпа |

2008
| - Трекеры и торренты - Барак Обама — Президент США - Сборная России по хоккею — чемпион мира - Путин и Кабаева - Блогеры - Георгиевская ленточка - Мультсериал «Южный парк» - Независимость Косово - Дмитрий Медведев — Президент России. Тандемократия — Путин и Медведев - Кубок УЕФА у «Зенита». Андрей Аршавин - Большой адронный коллайдер - Победа Димы Билана на «Евровидении» | - Сомалийские пираты - Бегство Евгения Чичваркина - Коля Лукашенко - Переезд Конституционного Суда в Санкт-Петербург - Война в Южной Осетии. Независимость Абхазии и Южной Осетии - Телепередачи «Большая разница» и «Прожекторперисхилтон» - Facebook - Мировой финансовый кризис - Угги - Хипстеры - Умер Алексий II. Патриарх Кирилл - Мультфильмы Александра Петрова |

2009
| - Электропоезд «Сапсан» - Мультсериал «Маша и Медведь» - «Россия, вперёд!» - Sukhoi Superjet 100 - ЕГЭ - Майор Денис Евсюков. Расстрел в супермаркете - Банкроты Исландия и Латвия - Финотчёты чиновников - «Евровидение» в России - 31-я статья. 31-е число - Закрытие Черкизона - Умер Майкл Джексон | - Финансовый кризис в России. Пикалёво - Электронные книги - Перезагрузка-Peregruzka - Катастрофа на Саяно-Шушенской ГЭС - Саммит БРИК в России - Сергей Магнитский умер в СИЗО - Фильм «Аватар». 3D-кинематограф - Фильтры Петрика - Пожар в клубе «Хромая лошадь» - Интернет-магазины - Раскрашено старое кино |

2010
| - iPad - Сериал «Школа» - Второе дело «ЮКОСа» - Леди Гага - Гибель Президента Польши Леха Качиньского - «Синие ведёрки» - Извержение вулкана Эйяфьятлайокюдль - Милиция стала Полицией - Взрыв нефтяной платформы «Deepwater Horizon» - Виктор Янукович — Президент Украины - Триллион откатов. Томографы - Сколково - Алексей Навальный и «РосПил» - Арест русских шпионов в США. Анна Чапман - «Северный поток» | - Акция «Х…й в ПЛЕНу у ФСБ!» - Приморские партизаны - Джулиан Ассанж и WikiLeaks - «LADA Kalina» - Массовое убийство в станице Кущёвской - Никита-бесогон - Пожары в Центральной России. Смог в Москве - Новый всплеск популярности Эдуарда Хиля - Снятие Юрия Лужкова. Сергей Собянин — мэр Москвы - Фотожабы и демотиваторы - Нападение на Олега Кашина - Нобелевские лауреаты Гейм и Новосёлов - Фанаты на Манежной - Стас Михайлов и Елена Ваенга — лица постшансона |

Постскриптум 2004—2010
| - 2004 — Нападение на Назрань - 2005 — Кубок УЕФА у «ЦСКА» - 2006 — Умер Туркменбаши - 2007 — Эмо. Готы. «Верните мой 2007-й» - 2008 — Умер Егор Летов - 2009 — Пандемия свиного гриппа - 2010 — Отмена строительства «Охта-Центра». Протесты в Калининграде |

### 2011—2015
Звёздочкой (*) отмечены события, показанные «без комментариев»
2011
| - Android - Сериал «Игра престолов» - Запрет ламп накаливания - Реконструкция Парка Горького. Сергей Капков - «Арабская весна» - Отмена «зимнего времени» - «Гражданин поэт» - Теракт в аэропорту Домодедово. Авиакатастрофы под Петрозаводском, под Ярославлем и в Сургуте - Людмила Улицкая - Землетрясение в Японии. Авария на АЭС «Фукусима-1» - Вася Обломов и песня «Магадан» - Свадьба принца Уильяма и Кейт Миддлтон - Следственный комитет - Компьютерная игра «Minecraft» | - Ботокс для Владимира Путина - «Собянинская плитка» - Теракты в Норвегии. Андерс Брейвик - Валентина Матвиенко — спикер Совета Федерации - Роман «Пятьдесят оттенков серого» - Катастрофа теплохода «Булгария» - Wi-Fi - «Президентская» рокировка - Умер Стив Джобс - Принесение Пояса Богородицы - «Occupy Wall Street» - Госуслуги. МФЦ - Умер Кин Чен Ир. Ким Чен Ын — новый лидер КНДР - Митинги на Болотной площади и проспекте Сахарова - Концертный номер: Вася Обломов — Магадан |

2012
| - Новая мода на кроссовки - Илон Маск. Полёт SpaceX - Панк-молебен «Pussy Riot» и судебное разбирательство - «Вечерний Ургант» - Владимир Путин — снова Президент. «Болотное дело» - Компьютерная игра «World of Tanks» - «Бессмертный полк» - Наводнение в Краснодарском крае - Волонтёры - Роскомнадзор. Реестр запрещённых сайтов - «Бурановские бабушки» на «Евровидении» - Долговой кризис в Европе - Новая Москва - Путин — «друг зверей» - PSY и «Gangnam Style» | - Онлайн-знакомства - Скандал с квартирой патриарха Кирилла - Instagram - Кирилл Серебренников - Россия вступила в ВТО - Украинская эстрада — Ёлка и Иван Дорн - Прыжок Феликса Баумгартнера из стратосферы - Саммит АТЭС во Владивостоке - Дело «Оборонсервиса» - Краудфандинг - «Закон Димы Яковлева» - Барбершоп - Концертные номера: - «Бурановские бабушки» — Party for Everybody - Ёлка — Прованс |

2013
| - Жерар Депардьё — гражданин России - Челябинский метеорит - Смерть Бориса Березовского - Фильм «Горько!». Александр Паль - Отречение Бенедикта XVI. Франциск — новый Папа римский - «Россия сегодня» - «Роснефть» покупает «ТНК-BP» - Фильм «Легенда № 17». Данила Козловский - Гражданская война в Сирии. «ИГИЛ» - Теракты в Волгограде (*) - Уберизация - Телешоу «Голос» и «Один в один!» - Финансовый кризис в Республике Кипр - Запрет курения - Развод Владимира Путина с женой - «Диссернет» | - Платная парковка - Эльвира Набиуллина — глава Центробанка РФ. «Зачистка банков» - Запрет пропаганды ЛГБТ - Эдвард Сноуден - Наводнение на Дальнем Востоке - Выборы мэра Москвы - У Аллы Пугачёвой и Максима Галкина — двойня - Беспорядки в Бирюлёве - Протесты в Пугачёве (*) - Сериал «Оттепель» - Евромайдан - Михаил Ходорковский вышел на свободу - YotaPhone - Компьютерная игра «GTA V» (*) - Мультфильм «Холодное сердце» - Концертный номер: Валентина Бирюкова — Оттепель |

2014
| - Коптеры - Олимпиада в Сочи - Революция на Украине. Пётр Порошенко — Президент Украины - Селфи - Кражи интимных селфи звёзд Голливуда (*) - Присоединение Крыма к России - Платные дороги - Фильм «Левиафан» - Война на востоке Украины. Образование ДНР и ЛНР. «Новороссия». Трагедия в Одессе - Павел Дуров уехал за границу - Запрет мата - Катастрофа в Московском метро - Катастрофа малайзийского Boeing 777 - Эпидемия лихорадки Эбола | - Челленджи - «Чо там у хохлов?». «Распятый мальчик» - Сланцевая нефть - Владимир Соловьёв и Дмитрий Киселёв - Санкции против России и контрсанкции от России - Авиакомпания «Добролёт» (*) - Арест Владимира Евтушенкова. Дело «Башнефти» - Ким Кардашьян - Кончита Вурст (*) - Второе гражданство - Белорусская музыка — группа «IOWA» и Макс Корж - «Meduza» - Комета Чурюмова-Герасименко - Российский валютный кризис - Концертный номер: «IOWA» — Маршрутка |

2015
| - Теракт в редакции журнала «Charlie Hebdo» - Теракты в Париже (*) - Мессенджеры - Минские соглашения - Стендап. Данила Поперечный - Убийство Бориса Немцова - Оскорбление чувств верующих - Мерч - «Предполагаемые дочери Путина» - Монстрация - Иностранные агенты. «Нежелательные организации» - Стримеры. «Twitch» - Суды над Гайзером, Дениным и Хорошавиным - Тверк - Российские войска в Сирии | - «Дадинская» статья - Беженцы в Европе - Катастрофа траулера «Дальний Восток» (*) - Алексей Навальный против Чаек - Надежда Савченко и Олег Сенцов - ЗОЖ - Катастрофа российского Airbus A321. Турция сбила российский Су-24 - Физические лица-банкроты - Oxxxymiron. Рэп-баттлы - Допинговый скандал в лёгкой атлетике - Коррупционный скандал в FIFA (*) - «Платон» - Нобелевский лауреат Светлана Алексиевич - Концертный номер: Oxxxymiron — Переплетено |

Постскриптум 2011—2015
| - 2011 — ФК «Анжи» эпохи Сулеймана Керимова. «Путинги». Света из Иваново (*) - 2012 — Евро-2012. Конец света - 2013 — Покушение на Сергея Филина. Скандалы в Большом театре - 2014 — Банда GTA. Исчезновение малайзийского Boeing 777 (*) - 2015 — Банкротство авиакомпании «Трансаэро» (*). Музейный бум |

### 2016—2020
Звёздочкой (*) отмечены события, показанные «без комментариев»
2016
| - Онлайн-кинотеатры - Аресты Алексея Улюкаева и Никиты Белых - Мобильный интернет - Авиакатастрофа в Ростове-на-Дону (*) - Космодром «Восточный» - Пакет Яровой - Мобильная игра «Pokémon Go». Суд над Русланом Соколовским - Сериал «Полицейский с Рублёвки». Сергей Бурунов - Охранники Путина на государственных должностях. Росгвардия - Леонардо Ди Каприо — лауреат премии «Оскар» (*) - Трагедия на Сямозере - Панамское досье. Сергей Ролдугин - «Русские хакеры» - Выход Великобритании из Евросоюза - «Денег нет, но вы держитесь». Семён Слепаков - Коллекторы | - Убийство Павла Шеремета (*) - Олимпиада в Рио-де-Жанейро. Обострение допингового скандала - Умер Ислам Каримов - Арест Дмитрия Захарченко - DDoS-атаки - Дональд Трамп — Президент США - Песни «Экспонат» и «В Питере — пить» - Массовое отравление «Боярышником» в Иркутске - Приложение «Prisma» (*) - Авиакатастрофа под Сочи. Освобождение Алеппо. Убийство Андрея Карлова - Нобелевский лауреат Боб Дилан - Рубрика «100 лет тому назад» — 1916. «Супрематическая композиция» Казимира Малевича - Концертные номера: - Семён Слепаков — Хорошего вам настроения - «Ленинград» — В Питере — пить |

2017
| - Программа реновации жилья в Москве - Ольга Бузова - Отстранение России от Олимпиады в Пхёнчхане - Интернет-мем «Это фиаско, братан!» (*) - Исаакиевский собор не передали РПЦ - Скандалы вокруг фильмов «Матильда» и «Смерть Сталина» - «АУЕ» - Ждун - Фильм «Он вам не Димон». Акции протеста - Судебный иск от Алишера Усманова (*) - Мультсериал «Рик и Морти» - Дело «Седьмой студии» - Юрий Дудь - Проблемы с американскими визами. Запрет силовикам на выезды за границу - Теракт в Петербургском метро (*) - Мода на беспроводные наушники - Евгений Баженов (BadComedian) - Преследование свидетелей Иеговы в России | - Парк «Зарядье» - Парк Галицкого (*) - Психотерапия - Каталония не стала независимой - #MeToo. Дела Харви Вайнштейна и Кевина Спейси. Скандал с депутатом Леонидом Слуцким - Диана Шурыгина (*) - 100-летие Октябрьской революции - Голосовой помощник «Алиса» - Турция — стратегический партнёр России - Фильм «Аритмия». Ирина Горбачёва - Биткойн - Дело Юрия Дмитриева (*) - Face, Feduk, Элджей и Скриптонит — новые лица русского рэпа. Рэп-баттл между Оxxxymiron’ом и Славой КПСС. Песня «Тает лёд» - Рубрика «100 лет тому назад» — 1917. «Зелёная полоса» Ольги Розановой - Концертный номер: «АИГЕЛ» — Татарин |

2018
| - Коррупция в Дагестане - «Движение вверх», «Лёд» и «Т-34» — фильмы-миллиардеры - Олимпиада в Пхёнчхане - Настя Рыбка, Олег Дерипаска и Сергей Приходько - Владимир Путин идёт на второй (четвёртый) срок (*) - Пожар в торговом центре «Зимняя вишня» - «Домашний арест», «Звоните ДиКаприо!» и «Лучше, чем люди» — первые онлайн-сериалы - Отравление Сергея и Юлии Скрипаль. «Новичок» - Недозаблокирование Telegram в России - «Бархатная революция» в Армении - Группа «Little Big» - Электромобили - Крымский мост - Настя Ивлеева - Свадьба принца Гарри и Меган Маркл (*) - Статья 116 УК РФ. Дело сестёр Хачатурян - Китай следит за уйгурами - Комедийные клипы на «Цвет настроения синий», «Цвет настроения чёрный» и «Ibiza» | - Развод Евгения Петросяна и Елены Степаненко (*) - Чемпионат мира по футболу в России - Повышение пенсионного возраста - Художник Бэнкси и самоуничтожение его картины - Покрас Лампас (*) - Пытки - Дело Кокорина и Мамаева - Отмены концертов молодёжных исполнителей. Арест рэпера Хаски - Массовое убийство в Керченском политехническом колледже - «Жёлтые жилеты» - Евгений Пригожин - Хабиб Нурмагомедов и его поединок с Конором Макгрегором - Взрыв в жилом доме в Магнитогорске - Монеточка - Рубрика «100 лет тому назад» — 1918. «Прогулка» Марка Шагала - Концертные номера: - «Ленинград» — Путина, конечно, жалко - Монеточка & Витя Исаев — Каждый раз |

2019
| - Зумеры - Сериал «Чернобыль» - Мусорная реформа в России - «Дау» - Нурсултан Назарбаев ушёл в отставку. Касым-Жомарт Токаев — новый Президент Казахстана - Пожар в соборе Парижской Богоматери - Интернет-шоу «Что было дальше?» - «Новая этика». Борьба за равноправие полов - Владимир Зеленский — Президент Украины - Протесты в сквере Екатеринбурга - Катастрофа SSJ 100 в Москве (*) - Антон Лапенко и его YouTube-сериал - Протесты в Гонконге - Дело Ивана Голунова. Фильм «Текст» - YouTube-канал Алексея Пивоварова «Редакция» (*) | - Авария АПЛ «Лошарик» - Протесты в Москве. Клип на песню «Москва» — антирекорд YouTube - Грета Тунберг - Наводнение в Иркутской области (*) - Каршеринг - Телеканал «Пятница!» — обладатель 12-ти премий «ТЭФИ» - Дело Арашуковых - Билли Айлиш - Извинения по-кавказски - Александр Горбунов (Сталингулаг) (*) - Аварийная посадка Airbus A321 на кукурузное поле - Лесные пожары в Сибири - Фильм «Мстители: Финал». Киновселенная «Marvel». Редактирование перевода в диалогах прокатного кино ввиду идеологической цензуры - Рубрика «100 лет тому назад» — 1919. Проуны Эль Лисицкого - Концертный номер: Noize MC — Всё как у людей |

2020 (Часть 1. Январь—июнь)
| - Лесные пожары в Австралии - Начало пандемии COVID-19 - Михаил Мишустин — новый Премьер-министр России (*) - Обнуление президентских сроков в России. Поправки к Конституции - COVID-19 распространяется по миру - COVID-19 в России - Удалёнка - Самоизоляция от COVID-19 в России. Бесконтактная доставка еды - Падение цен на нефть ниже нуля - Отрицание пандемии COVID-19. «Ковид-диссиденты». Акция протеста во Владикавказе. Мировые протесты против карантина - Отмены и переносы спортивных соревнований. Чемпионат Белоруссии по футболу 2020. Отмена хаджа в Саудовской Аравии. Отмена «Евровидения». Песня «UNO» (*) - «Окаянные дни», «СидЯдома», «Беезумие», «Безопасные связи», «Взаперти» и «Зона комфорта» — сериалы жанра «Screenlife» | - Телевидение без зрителей в студии (*) - Убийство Джорджа Флойда и протесты после него. Движение «Black Lives Matter» - Экологическая катастрофа в Норильске - Илон Маск запускает «Crew Dragon» - Схиигумен Сергий захватил Среднеуральский монастырь - Изоизоляция - Цифровой контроль. QR-код - ДТП с участием Михаила Ефремова - Главный храм Вооружённых сил Российской Федерации (*) - Снятие режима самоизоляции от COVID-19 в России. Голосование по поправкам к Конституции - Рубрика «100 лет тому назад» — 1920. «Большевик» Бориса Кустодиева - Концертные номера: - Семён Слепаков — Это был тяжёлый год - «Сплин» — Передайте это Гарри Поттеру, если вдруг его встретите |

2020 (Часть 2. Июль—декабрь)
| - Телефонные мошенники - MORGENSHTERN - Вторая волна пандемии COVID-19. «Британский» и «Южноафриканский» штаммы - Вакцины от COVID-19. «Спутник V» и «ЭпиВакКорона» - Дело Ивана Сафронова - Арест Сергея Фургала. Протесты в Хабаровске. Михаил Дегтярёв - Скандал с Артёмом Дзюбой (*) - Протесты в Белоруссии - Телефонный разговор «Майка» и «Ника» (*) - Трагедия в Бейруте - Отравление Алексея Навального - Война в Нагорном Карабахе - Самосожжение Ирины Славиной | - США и Китай обвиняют друг друга в пандемии COVID-19. Торговая война США и Китая. Джозеф Байден — Президент США - TikTok - Убийство Самюэля Пати - Умер Диего Марадона (*) - Фильм «Глубже!» и сериал «Чики» - Алексей Навальный расследует своё отравление - Рубрика «100 лет тому назад» — 1920. Памятник III Коммунистического интернационала Владимира Татлина - Концертные номера: - «Каста» — Выходи гулять - Даня Милохин & Николай Басков — Дико тусим - «Ногу свело!» — Пора прощаться, 2020 |

Постскриптум 2016—2020
| - 2016 — «Просветители» в Интернете - 2017 — Настольные игры и квесты. Спиннер (*) - 2018 — Провокационные «дела» «Сети» и «Нового величия». Авиакатастрофа в Раменском районе (*) - 2019 — Фильм «Джокер». Взрыв в Нёноксе (*) - 2020 — Катастрофа украинского Boeing 737. Протесты на горе Куштау (*) |

### 2021—2024
Звёздочкой (*) отмечены события, показанные «без комментариев»
2021
| - Штурм Капитолия - Скриптонит - Провал вакцинации от COVID-19 в России. Законопроекты о QR-кодах - Электросамокаты - Фильм «Дворец для Путина. История самой большой взятки». «Фонд борьбы с коррупцией» признан экстремистским. Арест и суд над Алексеем Навальным и протесты в его поддержку - Дворец ставропольского полковника ГИБДД Алексея Сафонова (*) - Юрий Борисов - Победа российской команды на чемпионате мира по «Dota 2» - Инциденты с посадкой Boeing 737 в Минске и Кристиной Тимановской. Кризис на границе Белоруссии - «Разжимая кулаки» и «Нуучча» — российские фильмы «не по-русски» - Новые иноагенты России - Движение «Мужское государство» признано экстремистским (*) - Лесные пожары в Якутии - Спектакли Дмитрия Крымова - Борьба с Big Tech - Олимпиада в Токио (*) - Массовые убийства в Казанской гимназии № 175 и Пермском государственном университете | - Культура отмены - Арест главы компании «Group-IB» Ильи Сачкова (*) - Полёты в космос Ричарда Брэнсона, Джеффа Безоса и «Inspiration4», а также Клима Шипенко и Юлии Пересильд для съёмок фильма «Вызов» - NFT - Clubhouse (*) - Дело о пытках осуждённых в тюремной больнице под Саратовом - Взрыв на шахте «Листвяжная» (*) - Женский стендап - «Michelin» в России - Массовое отравление метанолом в Оренбургской области (*) - Вывод войск США из Афганистана. Падение Кабула - MORGENSHTERN покинул Россию (*) - Новые альбомы Oxxxymiron’а и Noize MC в жанре «социальный рэп» - Сериал «Игра в кальмара» - Поп-ит и симпл-димпл (*) - Нобелевский лауреат Муратов - «Я в моменте», «Я в потоке», «Я в ресурсе» (*) - Художественное чтение: Александра Митрошина — Пост в Instagram'е Алексея Навального от 17.02.2021 (фрагмент) - Концертный номер: Джарахов & Markul — Я в моменте |

2022
| - Беспорядки в Казахстане - Олимпиада в Пекине. Скандал с Камилой Валиевой - Сериал «Уэнздей» (*) - Независимость ДНР и ЛНР. Речь Владимира Путина. Кризис между Россией и Украиной растёт - 24 февраля. Обращение Владимира Путина - Буква Z. «Где вы были 8 лет?». Бабушка с красным флагом. Shaman и песня «Я русский» - «Боевые комары» из украинских биолабораторий (*) - Российские репрессии и акции протеста. Дело Марины Овсянниковой. Поджоги военкоматов. Facebook и Instagram под запретом. Угроза блокировки YouTube - 9 пакетов санкций против России. Западная военная помощь Украине. Всемирный бойкот России и Белоруссии. «McDonald's» и «Starbucks» стали российскими. Параллельный импорт зарубежных товаров. Энергокризис в Европе - Эмиграция-«релокация». Весна - Умер Владимир Жириновский - Умер Михаил Горбачёв - Отход ВС РФ с севера Украины. Буча и обвинения в адрес России - Владимир Зеленский — «мировая звезда» - Разлад дружественных отношений России и Украины. Мода на флаг Украины на Западе. Песня «Червона калина» запрещена в России | - Отказы выдачи виз россиянам. Переносы спортивных мероприятий из России. Западная русофобия. Снос памятников Пушкину на Украине - Контрактники. Данные о потерях ВС РФ - Год трёх премьеров в Великобритании — Джонсон, Трасс, Сунак - Елизавета II — 70 лет во главе Великобритании - Смерть Елизаветы II. Карл III (Принц Чарльз) — новый Король Великобритании - Мариуполь и «Азовсталь» - Контрнаступление ВСУ в Харьковской области. Бои за Изюм и Красный Лиман - Евгений Пригожин и ЧВК «Вагнер» - Частичная мобилизация в России - Эмиграция-«релокация». Осень - Белоруссия — союзник России. «А я сейчас вам покажу, откуда на Беларусь готовилось нападение» - Fan ID - Чемпионат мира по футболу в Катаре - Умер Пеле - Присоединение ДНР, ЛНР, Запорожской и Херсонской областей к России — референдумы, церемония присоединения, речь Владимира Путина. Потеря Херсона - Теракт на Крымском мосту. Отключение электричества на Украине - «Война на истощение» - Российские антивоенные песни-2022 |

2023
| - Артёмовск (Бахмут) - Конфликт Евгения Пригожина с Сергеем Шойгу. Гибель российских солдат в Макеевке - Икона «Троица» передана РПЦ - Нейросети и искусственный интеллект. Приложения «Midjourney», «ChatGPT» и «Character.ai» - Интервью Оскара Кучеры и Вики и Вадима Цыгановых Юрию Дудю. «Телефонный разговор» Иосифа Пригожина с Фархадом Ахмедовым - Атаки ВСУ на Россию — Московский Кремль, Москва, Москва-Сити, Брянская область, Белгородская область, Шебекино и Белгород - Убийство Владлена Татарского. Арест и суд над Дарьей Треповой - Учебник истории России от Мединского - Фильмы «Барби» и «Оппенгеймер» - Катастрофа на Каховской ГЭС - Атаки ВСУ на Крым и Чёрное море — второй теракт на Крымском мосту, Старый Крым, Новороссийск, Севастополь и Феодосия - Попытка мятежа ЧВК «Вагнер» - Ещё 3 пакета санкций против России. Импортозамещение в России. «Danone» и «Carlsberg» стали российскими. Военная экономика России - Подорожание куриных яиц в России - Провальное контрнаступление ВСУ. Усталость Запада от Украины - Преступления бывших наёмников ЧВК «Вагнер» - Протесты жён мобилизованных в России - Отставки Марины Лошак и Зельфиры Трегуловой. Отмены артистов, не поддержавших Россию. Екатерина Мизулина. Артисты, поменявшие отношение к России. «Голая вечеринка» Насти Ивлеевой | - Суды над Скочиленко, Яшиным и Кара-Мурзой за фейки о ВС РФ. «Театральное дело». Фильм «Навальный» - Сносы в России памятников и мемориалов, связанных с Польшей - Гибель Евгения Пригожина - Победа Азербайджана в Конфликте в Нагорном Карабахе - Владимир Путин — навсегда! - Гаагские ордера на арест Владимира Путина и Марии Львовой-Беловой (*) - Запрет абортов в России - Запрет ЛГБТ в России - «Чебурашка» — фильм-абсолютный рекордсмен - Борис Акунин под запретом - Война ХАМАС и Палестины против Израиля. Антисемитские беспорядки на Северном Кавказе и в аэропорту Махачкалы - Ксения Шойгу и «Остров фортов». Айшат и Адам Кадыровы. Дело Никиты Журавеля - Интервью Валерия Залужного журналу «The Economist». Уменьшающаяся западная военная помощь Украине. Венгрия блокирует военную помощь Украине. Марьинка - Сериалы «Король и Шут» и «Слово пацана. Кровь на асфальте» - Российские антивоенные песни-2023 - Художественные чтения: - Мария Борзунова — Речь Евгении Беркович в Замоскворецком районном суде (фрагмент) и статья Бориса Джонсона в газете «Daily Mail» от 25.08.2023 (фрагмент) - Михаил Шац — Стихи на злобу дня (неизвестный автор) |

2024
| - Служба по контракту в ВС РФ. «Могилизация» на Украине. Победы ВС РФ — Авдеевка, Новгородское (Нью-Йорк) и Угледар - Фильм «Мастер и Маргарита» - Гибель Алексея Навального - Юлия Навальная. Мемуары «Патриот» - Геронтократия в России. Владимир Путин идёт на третий (пятый) срок - Протесты в Башкирии - Война между Россией и Украиной продолжается — БПЛА на службе ВС РФ и ВСУ, катастрофы Ил-76 в Белгородской области и F-16 на Украине, повреждение Днепрогэс, атаки ВСУ на Пролетарск и Торопец. Катастрофа азербайджанского Embraer E-190 - Потери Черноморского флота ВМФ России — «Ивановец», «Цезарь Куников» и «Сергей Котов» - Теракт в «Крокус Сити Холле». Захваты заложников в колониях Ростова-на-Дону и Суровикино - Наводнение в Оренбургской области - Андрей Белоусов — новый Министр обороны РФ - Дело Тимура Иванова. Аресты и отставки в Минобороны РФ - Квадроберы - Новые иноагенты России и их преследование - Война ХАМАС, Палестины и «Хезболлы» против Израиля продолжается — взрывы пейджеров и раций, убийства Хасана Насраллы, Исмаила Хании и Яхьи Синвара - Мультфильм «Головоломка 2» - Госиздат и самиздат в России | - Ключевая ставка в России — 21% - YouTube-сериал «Предатели». «Невзлингейт». Максим Кац разоблачает «ФБК» - Олимпиада в Париже. Игры БРИКС в Казани - Обмен заключёнными между Россией и западными странами. Интервью Владимира Путина Такеру Карлсону - Нападение ВСУ на Курскую область - Арест Павла Дурова в Париже - Страсти вокруг «Wildberries» — пожар на складе, слияние с «Russ», развод Татьяны Бакальчук с мужем, попытка захвата офиса в Москве - Визит Владимира Путина в КНДР - Западная военная помощь Украине продолжает уменьшаться - БРСД «Орешник» и её первое применение - Год Дональда Трампа — судебные преследования, покушение в Пенсильвании и возвращение на пост Президента США - Telegram-канал Дмитрия Медведева. Фильм «Путин» и сериал «Гудбай». Татьяна Куртукова и песня «Матушка» - Протесты в Грузии - Замедление YouTube в России - Наступление оппозиции в Сирии. Падение Дамаска. Свержение Башара Асада - Разлив мазута в Керченском проливе - Российские антивоенные песни-2024 - Художественные чтения: - Артур Смольянинов — Патриот (фрагмент мемуаров Алексея Навального) - Владимир Раевский — К событиям в Сирии (фрагмент стихотворения Всеволода Емелина) |